# Дајана Лорен
Дајана Лорен (енгл. Dyanna Lauren; Лос Анђелес, 18. март 1965) америчка је порно-глумица и режисерка. 

## Каријера
Године 1994. потписује уговор са студиом Вивид ентертејнмент. Часопис Пентхаус је прогласио „љубимицом“ (енгл. Penthouse Pet) за јул 1995.
Као глумица је наступила у преко 200 порно-филмова између 1989. и 2000. године, да би касније почела и да режира. Дана 12. јануара 2008. године Лоренова је примљена у АВН кућу славних (AVN Hall of Fame).
За себе каже да је бисексуалка.

## Награде
- 1998 АВН награда – Најбоља глумица – Bad Wives[5]
- 1998 XRCO награда – Најбоља глумица – Bad WivesX[6]
- 1998 АВН награда – Најбоља сцена аналног секса – Bad Wives[5]
- 2008 АВН кућа славних
- 2010 XBIZ награда – Повратак године[7]